# Benben

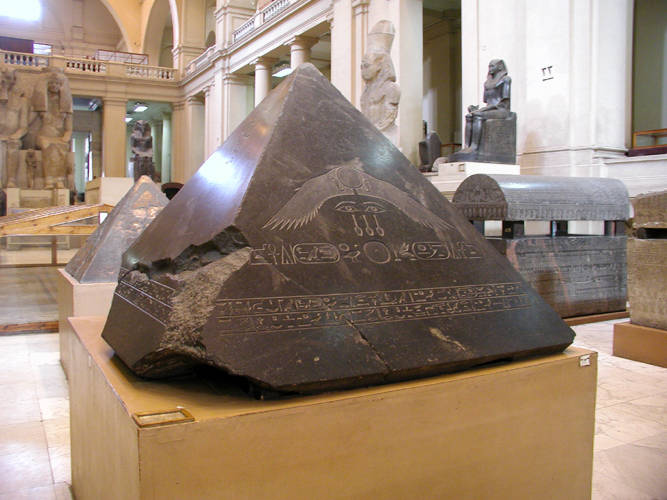
Pedra Benben da pirâmide de Amenemés III, XII dinastia egípcia. Museu Egípcio, Cairo

Na mitologia egípcia, especificamente na tradição de Heliópolis, Benben foi o monte que surgiu a partir das águas primordiais (Nun), e sobre a qual o deus criador Atum assentou-se. A expressão "pedra benben" é usada para se referir à pedra que fica no topo das pirâmides egípcias. o termo também está relacionado ao obelisco.[carece de fontes?]

## Pedra Benben
A pedra Benben, em homenagem ao monte, era uma pedra sagrada no templo de Rá em Heliópolis. Ela era o local em que os primeiros raios de Sol caíam. Acredita-se ter sido o protótipo para obeliscos posteriores e as grandes pirâmides foram baseadas em seu projeto. A pedra angular ou a ponta da pirâmide também é chamado piramídio. No antigo Egito, estes eram provavelmente dourados, brilhando à luz do sol.[carece de fontes?]
Os piramídios também são chamados de "pedras benben". Muitas dessas pedras, esculpidas com imagens e inscrições, são encontradas em museus ao redor do mundo.[carece de fontes?]
A fênix, o pássaro bennu, era venerado em Heliópolis, onde se dizia estar vivendo no benben ou no salgueiro santo. De acordo com Barry Kemp a conexão entre o benben, a fênix e o Sol pode muito bem ter sido baseada em aliteração: o nascente, weben, do sol enviando seus raios para o benben, onde vive o pássaro benu.

### Desenvolvimento histórico
Desde os primeiros tempos, o retrato de Benben foi estilizado de duas maneiras; foi o primeiro como uma forma pontiaguda, piramidal, que era provavelmente o modelo de pirâmides e obeliscos. A outra forma era com tampo redondo; esta foi provavelmente a origem do Benben como um objeto de veneração.
Durante a V dinastia egípcia, o retrato de benben foi formalizado como um obelisco achatado. Mais tarde, durante o Império Médio, este tornou-se um longo e fino obelisco.[carece de fontes?]